# Championnat de France de basket-ball de deuxième division 1997-1998
Navigation
Saison précédente Saison suivante
Le championnat de Pro B de basket-ball est le deuxième plus haut niveau du championnat de France masculin de basket-ball. Dix-huit clubs participent à la compétition.
Le championnat 1997-1998 fut très serré puisqu'à quelques journées du terme, 4 clubs pouvaient encore espérer la montée, finalement grâce à point-average favorable Levallois finit devant Angers BC et monte en Pro A .NPO Tours et JA Vichy terminent aux 2 dernières places et descendent en fin de saison en Nationale masculine 1.

## Clubs participants
| Clubs             | Salles (Capacités)                                                     | Villes           |
| ----------------- | ---------------------------------------------------------------------- | ---------------- |
| Angers BC         | Salle Jean Bouin (3000 places)                                         | Angers           |
| JL Bourg          | Salle des Sports (2300 places)                                         | Bourg-en-Bresse  |
| Brest             | Salle Marcel Cerdan (2000 places)                                      | Brest            |
| Châlons-sur-Marne | Palais des sports (3100 places)                                        | Évreux           |
| Golbey-Épinal     | Palais des Sports (1200 places)                                        | Épinal           |
| Hyères Toulon     | Espace 3000 (2 500 places)                                             | Hyères           |
| Le Havre          | Gymnase Gabriel Beauville (1000 places)                                | Le Havre         |
| Levallois         | Palais des Sports Marcel Cerdan (3200 places)                          | Levallois        |
| Maurienne         | Gymnase du collège (1 200 places)                                      | Aiguebelle       |
| Mulhouse          | Palais des Sports (3700 places)                                        | Mulhouse         |
| Nantes            | Palais des sports de Beaulieu (5000 places)                            | Nantes           |
| Poissy Chatou     | Complexe Marcel Cerdan (2200 places) et Gymnase Paul Bert (900 places) | Poissy et Chatou |
| Roanne            | Halle André-Vacheresse (3085 places)                                   | Roanne           |
| Rueil AC          | Stadium (1500 places)                                                  | Rueil            |
| Saint-Brieuc      | Salle Steredenn (3058 places)                                          | Saint-Brieuc     |
| Saint-Étienne     | Stadium (2500 places)                                                  | Saint-Étienne    |
| NPO Tours         | Palais des Sports (3100 places)                                        | Tours            |
| JA Vichy          | Salle Pierre Coulon (1800 places)                                      | Vichy            |

## Saison régulière

### Classement de la saison régulière[1]
| Rang | Équipe                    | Pts | J  | G  | P  | Pp   | Pc   | Diff |
| ---- | ------------------------- | --- | -- | -- | -- | ---- | ---- | ---- |
| 1    | Levallois SCB (R) (+25)   | 60  | 34 | 26 | 8  | 2871 | 2560 | 311  |
| 2    | Angers BC (-25)           | 60  | 34 | 26 | 8  | 2850 | 2600 | 250  |
| 3    | JL Bourg (+13)            | 58  | 34 | 24 | 10 | 2790 | 2488 | 302  |
| 4    | Golbey-Épinal (-13)       | 58  | 34 | 24 | 10 | 2747 | 2538 | 209  |
| 5    | Poissy Chatou Basket      | 56  | 34 | 22 | 12 | 2792 | 2648 | 144  |
| 6    | ESPE Châlons              | 55  | 34 | 21 | 13 | 2616 | 2529 | 87   |
| 7    | Maurienne SB              | 54  | 34 | 20 | 14 | 2759 | 2660 | 99   |
| 8    | STB Le Havre              | 53  | 34 | 19 | 15 | 2813 | 2746 | 67   |
| 9    | FC Mulhouse               | 52  | 34 | 18 | 16 | 2766 | 2741 | 25   |
| 10   | Étendard Brest (+10)      | 50  | 34 | 16 | 18 | 2867 | 2892 | -25  |
| 11   | Hyères Toulon VB (-10)    | 50  | 34 | 16 | 18 | 2771 | 2717 | 54   |
| 12   | CO Saint-Brieuc           | 47  | 34 | 13 | 21 | 2611 | 2762 | -151 |
| 13   | Hermine Nantes (+6)       | 46  | 34 | 12 | 22 | 2667 | 2844 | -177 |
| 14   | CA Saint-Étienne (P) (-6) | 46  | 34 | 12 | 22 | 2509 | 2678 | -169 |
| 15   | Chorale Roanne            | 45  | 34 | 11 | 23 | 2353 | 2628 | -275 |
| 16   | Rueil AC (P) (+4)         | 43  | 34 | 9  | 25 | 2653 | 2811 | -158 |
| 17   | NPO Tours (-4)            | 43  | 34 | 9  | 25 | 2773 | 2972 | -199 |
| 18   | ASJA Vichy                | 42  | 34 | 8  | 26 | 2702 | 3095 | -393 |

|     | Promotion en Pro A         |
|     | Relégation en NM1          |
| (P) | Promu de NM1 1996-1997     |
| (R) | Relégué de Pro A 1996-1997 |

### Leaders saison régulière[1]
| Catégorie                  | Joueur             | Équipe            | Statistiques |
| -------------------------- | ------------------ | ----------------- | ------------ |
| Points par match           | Larry Terry        | Mulhouse          | 24,8         |
| Rebonds par match          | Clarence Thrash    | Mulhouse          | 10,8         |
| Passes décisives par match | Christian Cléante  | Châlons-sur-Marne | 8,4          |
| Interceptions par match    | Stanley Brundy     | Aix-Maurienne     | 3,0          |
| Contres par match          | Christophe Oyié    | Roanne            | 1,8          |
| % aux lancer-francs        | Eric John          | Hyères Toulon     | 85,7 %       |
| % à 3 points               | Yannick Villeneuve | Rueil AC          | 46,4 %       |